# 新・演歌名曲コレクション9 -大丈夫/最上の船頭-
『新・演歌名曲コレクション9 -大丈夫/最上の船頭-』は、氷川きよしのアルバム。日本コロムビアから2019年6月4日に発売された。

## 概要
Aタイプ・初回完全限定スペシャル盤とBタイプ・通常盤の二種リリース。Aタイプには「大阪とんぼ」「雨とルージュ」のMVが収録されたDVD付。
Aタイプ・Bタイプそれぞれ、絵柄別のスペシャルステッカーを封入。ジャケット写真及び歌詞ブックレットの写真内容が異なる。

## 収録曲
1. 大丈夫　[4:15]
作詩:森坂とも
作曲:水森英夫
編曲:石倉重信
2. 大阪とんぼ　[3:16]
作詩:さいとう大三
作曲:桧原さとし
編曲:石倉重信
3. 雨がやんだら　[3:03]
作詩:なかにし礼
作曲:筒美京平
編曲:矢田部正
オリジナル歌唱:朝丘雪路
4. 雨とルージュ　[4:13]
作詩:かず翼
作曲:国安修二
編曲:佐々木章
5. うそ　 [3:13]
作詩:山口洋子
作曲:平尾昌晃
編曲:矢田部正
オリジナル歌唱:中条きよし
6. おんなの情(おも)い　[3:50]
作詩:さいとう大三
作曲:四方章人
編曲:石倉重信
7. 最上の船頭　[4:39]
作詩:松岡弘一
作曲:水森英夫
編曲:伊戸のりお
8. 命くれない　[4:30]
作詩:吉岡治
作曲:北原じゅん
編曲:石倉重信
オリジナル歌唱:瀬川瑛子
9. 兄弟仁義　[3:45]
作詩:星野哲郎
作曲:北原じゅん
編曲:石倉重信
オリジナル歌唱:北島三郎
10. 海の匂いのお母さん　[4:23]
作詩:田村和男
作曲:船村徹
編曲:石倉重信
オリジナル歌唱:鳥羽一郎
11. 百万本のバラ　 [5:55]
作詩:A. Voznesensky
訳詞:松山善三
作曲:R. Pauls
編曲:佐藤準
オリジナル歌唱:久米小百合
12. メトロノーム　[5:26]
作詩:かず翼
作曲:永井龍雲
編曲:住友紀人
13. ありがとうの歌　[4:46]
作詩・作曲:大田黒裕司
編曲:住友紀人